# Сент Огастин (Илиноис)
Сент Огастин (енгл. St. Augustine) град је у америчкој савезној држави Илиноис.

## Демографија
По попису из 2010. године број становника је 120, што је 32 (-21,1%) становника мање него 2000. године.
| Група             | 2000.        | 2010.       |
| Белци             | 152 (100,0%) | 118 (98,3%) |
| Афроамериканци    | 0 (0,0%)     | 0 (0,0%)    |
| Азијати           | 0 (0,0%)     | 0 (0,0%)    |
| Хиспаноамериканци | 0 (0,0%)     | 1 (0,8%)    |
| Укупно            | 152          | 120         |